# Orpin bleuâtre
Sedum caeruleum
Espèce
Classification phylogénétique
L'Orpin bleuâtre (Sedum caeruleum) est une plante de la famille des Crassulacées.
Elle doit son nom à sa coloration bleuâtre de ses pétales.

## Description
Sedum caeruleum est une plante annuelle, basse (de 5 à 15 cm de haut), qui pousse dans la mousse ou les anfractuosités rocheuses, ramifiée, glabrescente, à racine grêle et tige ascendante. Ses feuilles, longues de 3 à 6 mm, plutôt épaisses et ovoïdes, sont alternes, glabres, en biais sur la tige, dirigées vers le haut, à pointe très obtuse.
Ses fleurs aux extrémités des rameaux, sont petites, blanc bleuâtre à 6-8 sépales, 6-8 pétales lancéolés, pointus, 10-15 étamines, carpelles libres, pointues plus ou moins écartées, devenant des sacs à grains rares.

### Caractéristiques
- Organes reproducteurs
  - Couleur dominante des fleurs : bleu
  - Période de floraison : juillet-septembre
  - Inflorescence : cyme multipare
  - Sexualité : hermaphrodite
  - Ordre de maturation :
  - Pollinisation : entomogame
- Graine
  - Fruit : follicule
  - Dissémination : anémochore
- Habitat et répartition
  - Habitat type : sols secs, rochers
  - Aire de répartition : abondant sur les rochers de Corse, Sardaigne, Italie, Sicile, Malte, Tunisie et Algérie[1]..

## Protection

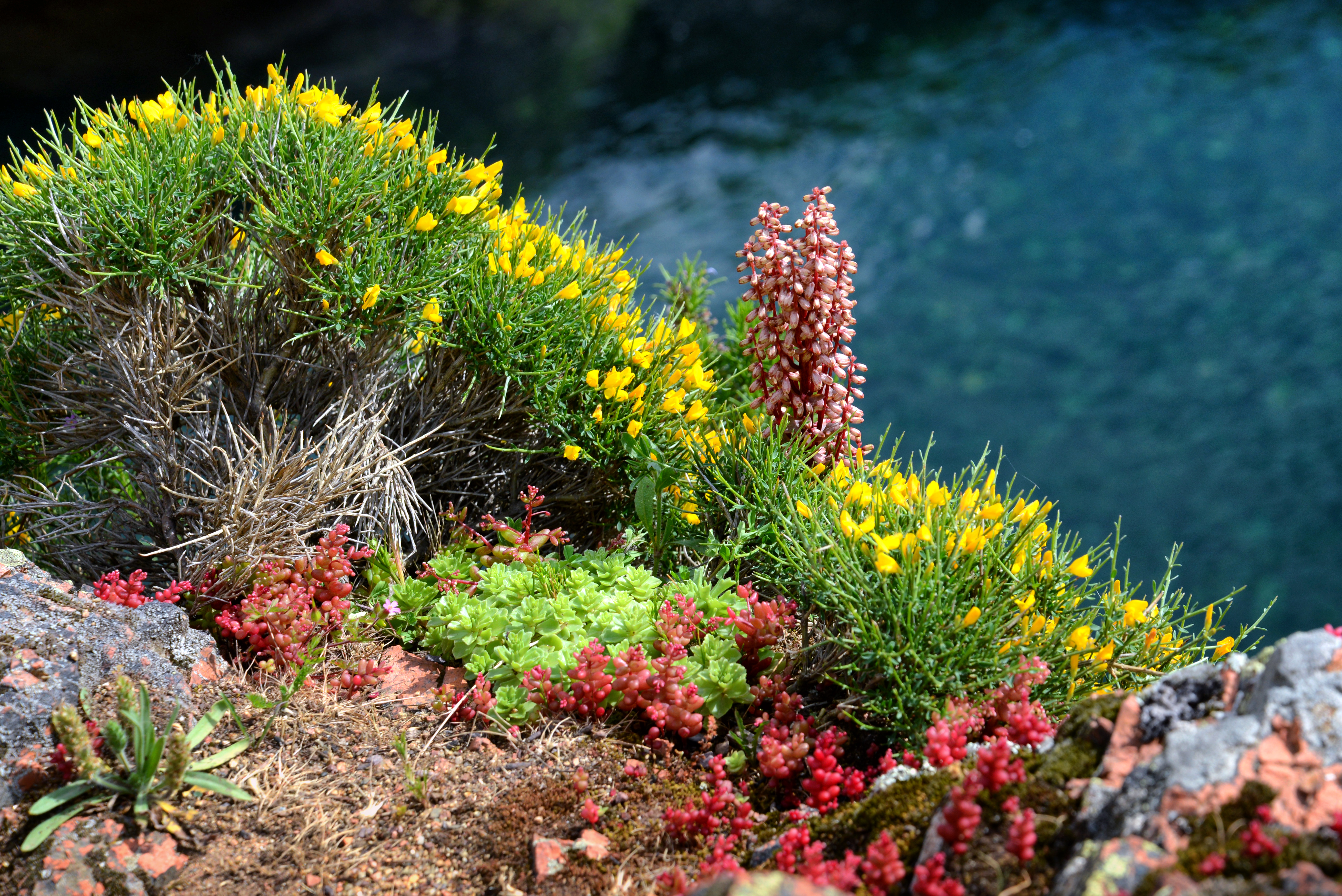
Sedum coeruleum dans une composition florale naturelle.

Ce taxon n'a pas de protection connue.

## Tradition
Il est de tradition en Corse, chaque année, d'aller cueillir sur les rochers et pierres cette plante appelée aussi fleurs de l'Ascension (populaire).
Des petits bouquets de cette plante, ramassée avec les racines, sont suspendus au-dessus de l'entrée des maisons. Ils sont censés apporter bonheur et protéger le logis.

### Biographie
- Coste, 1899-1906. Flore illustrée France, (3 vol.).
- Tutin & al., 1964-1980. Flora Europaea, (5 vol.).
- Guinochet & Vilmorin, 1973-1984. Flore de France, éd. C.N.R.S., (5 vol.).